# Alexander 134
Pour les articles homonymes, voir Alexander.
Alexander 134 est une réserve indienne de la Première Nation d'Alexander située dans le comté de Sturgeon en Alberta au Canada.

## Géographie
Alexander 134 est située dans le comté de Sturgeon à 40 km au nord-ouest d'Edmonton en Alberta. La réserve couvre une superficie de 7 280,5 hectares.